# Бассетт (тауншип, Миннесота)
Бассетт (англ. Bassett) — тауншип в округе Сент-Луис, Миннесота, США. На 2000 год его население составило 55 человек.

## География
По данным Бюро переписи населения США площадь тауншипа составляет 471,8 км², из которых 452,0 км² занимает суша, а 19,8 км² — вода (4,19 %).

## Демография
По данным переписи населения 2000 года здесь находились 55 человек, 25 домохозяйств и 19 семей. Плотность населения —  0,1 чел./км². На территории тауншипа расположено 89 построек со средней плотностью 0,2 построек на один квадратный километр. Расовый состав населения: 94,55 % белых и 5,45 % коренных американцев.
Из 25 домохозяйств в 36,0 % воспитывались дети до 18 лет, в 64,0 % проживали супружеские пары, в 8,0 % проживали незамужние женщины и в 24,0 % домохозяйств проживали несемейные люди. 20,0 % домохозяйств состояли из одного человека, при том 4,0 % из — одиноких пожилых людей старше 65 лет. Средний размер домохозяйства — 2,20, а семьи — 2,47 человека.
20,0 % населения — младше 18 лет, 3,6 % — в возрасте от 18 до 24 лет, 34,5 % — от 25 до 44, 30,9 % — от 45 до 64, и 10,9 % — старше 65 лет. Средний возраст — 42 года. На каждые 100 женщин приходилось 96,4 мужчин. На каждые 100 женщин старше 18 приходилось 109,5 мужчин.
Средний годовой доход домохозяйства составлял 32 500 долларов, а средний годовой доход семьи —  31 875 долларов. Средний доход мужчин —  47 083  доллара, в то время как у женщин — 31 250. Доход на душу населения составил 24 879 долларов. За чертой бедности находились 20,0 % семей и 14,9 % всего населения тауншипа, из которых 30,0 % младше 18 лет.